# Операція «Денай флайт»
Операція «Денай флайт» (англ. Deny Flight) — операція НАТО, яка розпочалася 12 квітня 1993 року як примусове виконання рішення Організації Об'єднаних Націй (ООН) для забезпечення безпольотної зони над Боснією і Герцеговиною. Організація Об'єднаних Націй та НАТО пізніше розширили місію операції і включили забезпечення безпосередньої авіаційної підтримки для військ ООН в Боснії та завдання повітряних ударів по цілях у Боснії. У операції брало участь дванадцять членів НАТО. По закінченні операції 20 грудня 1995 натівські льотчики здійснили 100420 вильотів за 983 дні.
Операція відіграла важливу роль у формуванні боснійської війни та НАТО. Операція включала перші бойові дії в історії НАТО. 28 лютого 1994 відбувся повітряний бій над Баня-Лукою, в квітні 1994 року літаки НАТО бомбили наземні цілі в операції під Горажде. Ці зобов'язання допомогли показати, що НАТО адаптоване до епохи після холодної війни і може працювати в інших умовах. Співпраця між ООН і НАТО в ході операції також допомогла прокласти шлях до майбутніх спільних операцій. Хоча це допомогло налагодити відносини ООН і НАТО, операція «Денай флайт» призвела до конфлікту між двома організаціями. Зокрема, виникла значна напруженість між ними після того, як миротворці ООН були взяті в заручники у відповідь на бомбардування НАТО.
Операція «Денай флайт» продовжувалася більше ніж два роки і відіграла важливу роль у ході цього конфлікту. Вона виявилася успішною в запобіганні значного використання повітряних сил будь-якою стороною в конфлікті. Крім того, повітряні удари під час «Денай флайт» привели до операції «Обдумана сила», масованої кампанії бомбардувань НАТО в Боснії, яка відіграла ключову роль у припиненні війни.